# Статистические данные о сексуальной ориентации
В данное статье представлены статистические данные о сексуальной ориентации.

## Трудности измерения
Измерение распространенности различных видов сексуальной ориентации затруднено из-за недостатка надежных данных. Проблемы со сбором данных состоят главным образом в следующем:
- Данные опросов, в которых респондентам предлагается отвечать на вопросы, касающиеся глубоко личных чувств и переживаний, часто оказываются неточными. Нередко интервьюируемые избегают ответов, которые, по их мнению, не вызывают одобрения в обществе, могут не понравиться проводящему опрос или не нравятся им самим.
- Исследования по этому поводу должны включать сбор таких данных, которые могут определять, а могут и не определять сексуальную ориентацию респондента, и это вызывает проблемы в дальнейшей интерпретации результатов. Класс людей, испытывающих влечение к своему полу, может быть шире, чем класс людей, реализующих это влечение в определённых действиях, а этот класс, в свою очередь, может быть шире, чем класс людей, самоидентифицирующих себя как геи, лесбиянки или бисексуалы[1].
- При изучении сексуальной активности различные респонденты могут иметь разные точки зрения на то, что такое «сексуальный акт».
- Существует несколько биологических и психологических компонентов, составляющих сексуальную ориентацию, и многие респонденты могут не попадать четко в одну из категорий.

## Важность получения надежных статистических данных
Люди, имеющие гомосексуальную или бисексуальную ориентации, важны для построения наилучшей социальной политики. Например, такая статистика могла бы помочь в подсчете достоинств и недостатков от введения института социального партнерства для гомосексуалов и бисексуалов, в определении возможного эффекта от легализации усыновления детей людьми, имеющими гомосексуальную или бисексуальную ориентации, или эффекта от применения военными принципа «Не спрашивай, не говори» при наборе мужчин в армию. Кроме того, такая статистика помогает социологам и психологам в поиске ответов на широкий круг вопросов.

## Современные данные опросов
- Австралия:
  - 2003: Самый большой и тщательно организованный на сегодняшний (конец 2006 года) день опрос в Австралии проводился при помощи телефонного интервьюирования 19 307 респондентов в возрасте от 16 до 59 лет в течение 2001/2002 годов. В этом исследовании обнаружено, что 97,4 % опрошенных австралийских мужчин самоидентифицировались как гетеросексуалы, 1,6 % как гомосексуалы и 0,9 % как бисексуалы. Среди опрошенных австралийских женщин 97,7 % самоидентифицировались как гетеросексуалки, 0,8 % как лесбиянки и 1,4 % как бисексуалки. Вместе с тем в том же опросе 8,6 % мужчин и 15,1 % женщин отметили у себя либо наличие чувств и влечения к своему полу, либо наличие некоторого сексуального опыта с лицами своего пола. Половина мужчин и две трети женщин, имевших некоторый сексуальный опыт со своим полом, считают себя гетеросексуальными, а не гомосексуальными или бисексуальными[2].

- Канада:
  - 1988: Исследование 5514 студентов колледжей и университетов в возрасте до 25 лет обнаружило, что 1 % респондентов считают себя гомосексуальными и 1 % — бисексуальными[3].
  - 1998: Исследование на стратифицированной случайной выборке 750 мужчин в возрасте от 18 до 27 лет в Калгари включало вопросы, касающиеся сексуальной активности и сексуальной ориентации. При этом 15,3 % опрошенных мужчин в данном опросе зачислены в «являющиеся в той или иной степени гомосексуальными» на основании трёх (часто взаимно перекрывающихся) критериев гомосексуальности: 1. добровольный однополый сексуальный контакт в возрасте с 12 до 27 лет: 14,0 %; 2. невзаимоисключающая гомосексуальная (5,9 %) или бисексуальная (6,1 %) самоидентификация: 11,1 %; и 3. исключительные (4,3 %) и неисключительные (4,9 %) однополые сексуальные отношения в последние 6 месяцев: 9,2 %[4].
  - 2003: Опрос 135000 канадцев выявил, что 1,0 % респондентов самоидентифицировались как гомосексуалы и 0,7 % самоидентифицировались как бисексуалы. Около 1,3 % мужчин в этом исследовании самоопределились как гомосексуалы, примерно вдвое больше, чем процент самоопределившихся как лесбиянки женщин: 0,7 %. Однако 0,9 % опрошенных женщин сообщили о своей бисексуальной самоидентификации, что чуть больше, чем полученный в этом опросе процент бисексуалов среди мужчин — 0,6 %. Среди мужчин в возрасте от 18 до 35 процент гомосексуалов и бисексуалов составил 2,0 %, однако этот процент уменьшился до 1,9 % среди возрастной группы от 35 до 44 лет, и до 1,2 % в возрастной группе 45-59 лет. Квебек и Британская Колумбия показали более высокие проценты распространённости гомосексуальности и бисексуальности в популяции, чем в среднем по Канаде: 2,3 % и 1,9 %, соответственно[5].
- Дания:
  - 1992: Случайный опрос 1373 мужчин выявил, что 2,7 % опрошенных имели однополый сексуальный опыт (контакт)[6].

- Франция:
  - 1992: Опрос 20055 респондентов обнаружил, что 4,1 % опрошенных французских мужчин и 2,6 % опрошенных женщин имели в своей жизни хотя бы один эпизод однополого сексуального контакта[7].

- Норвегия:
  - 1988: В ходе случайного опроса 6300 норвежцев, 3,5 % мужчин и 3 % женщин сообщили, что имели гомосексуальный опыт хотя бы один раз в течение жизни[8].

- Великобритания:
  - 1992: Исследование 8337 британских мужчин выявило, что 6,1 % опрошенных имели какой-либо гомосексуальный опыт, и 3,6 % имели одного или более партнёра своего пола[9].

- США:
  - 1990—1992: Опрос Американского национального института здравоохранения, выполненный в виде опроса на дому, ограничивался только гражданскими лицами (то есть были исключены военные, полицейские, заключённые и т. д.). Результаты трёх итераций этого опроса, выполненных в 1990—1991 и основывавшихся на данных о более чем 9000 респондентов в каждой итерации, следующие: 2—3 % мужчин ответили положительно на вопрос-утверждение: «Вы — мужчина, который хотя бы один раз в жизни имел секс с другим мужчиной после 1977 года»[10].
  - 1992: Общенациональный опрос о здоровье и социальной жизни американцев опросил 3432 респондента о том, имели ли они когда-либо гомосексуальный опыт. Результаты были следующие: 1,3 % женщин имели гомосексуальный опыт в течение последнего года, и 4,1 % женщин имели такой опыт хотя бы один раз после достижения 18-летия; среди мужчин 2,7 % имели гомосексуальный опыт в течение последнего года, и 4,9 % имели такой опыт хотя бы один раз после достижения 18-летия[11].
  - 2021: Опрос Институт Гэллапа (американский институт общественного мнения) показал, что 5,6 % американцев относят себя к ЛГБТ[12].

### США
| Штат         | Доля гомосексуального и бисексуального населения | Численность |
| ------------ | ------------------------------------------------ | ----------- |
| Калифорния   | 5,2 %                                            | 13 381      |
| Флорида      | 4,6 %                                            | 6 092       |
| Нью-Йорк     | 4,2 %                                            | 5 923       |
| Техас        | 3,6 %                                            | 5 799       |
| Иллинойс     | 3,8 %                                            | 3 453       |
| Огайо        | 4 %                                              | 3 351       |
| Пенсильвания | 3,5 %                                            | 3 234       |
| Джорджия     | 4,3 %                                            | 2 789       |
| Массачусетс  | 5,7 %                                            | 2 690       |
| Вашингтон    | 5,7 %                                            | 2 669       |

## Крупные города

### Бразилия
В 2009 году, согласно опросу, проведенному Университетом Сан-Паулу, 7,8 % мужчин считали себя геями и 2,6 % — бисексуалами, в общей сложности 10,4 %, а из женщин 4,9 % считали себя лесбиянками и 1,4 % — бисексуалками, всего 6,3 %.
| Город          | Доля геев и бисексуалов среди мужского населения | Доля лесбиянок и бисексуалок среди женского населения |
| -------------- | ------------------------------------------------ | ----------------------------------------------------- |
| Белу-Оризонти  | 9,2 %                                            | 4,5 %                                                 |
| Бразилиа       | 10,8 %                                           | 5,1 %                                                 |
| Куяба          | 8,7 %                                            | 2,6 %                                                 |
| Куритиба       | 7,5 %                                            | 5,7 %                                                 |
| Форталеза      | 10,6 %                                           | 8,1 %                                                 |
| Манаус         | 6,5 %                                            | 10,2 %                                                |
| Порту-Алегри   | 7,1 %                                            | 4,8 %                                                 |
| Рио-де-Жанейро | 19,3 %                                           | 9,3 %                                                 |
| Салвадор       | 9,6 %                                            | 6,5 %                                                 |
| Сан-Паулу      | 9,4 %                                            | 7 %                                                   |

### США

Доля гомосексуалов и бисексуалов среди взрослого населения в 2012 году

Данные в таблице содержат первую десятку городов США по наибольшей численности гомосексуалов и бисексуалов в процентном отношении к общему числу горожан.
| Рейтинг | Город          | Лесбиянки, геи и бисексуалы | Процент от всего населения |
| ------- | -------------- | --------------------------- | -------------------------- |
| 1       | Сан-Франциско  | 94 234                      | 15,4 %                     |
| 2       | Сиэтл          | 57 993                      | 12,9 %                     |
| 3       | Атланта        | 39 085                      | 12,8 %                     |
| 4       | Миннеаполис    | 34 259                      | 12,5 %                     |
| 5       | Бостон         | 50 540                      | 12,3 %                     |
| 6       | Сакраменто     | 32 108                      | 9,8 %                      |
| 7       | Денвер         | 33 698                      | 8,2 %                      |
| 8       | Вашингтон      | 32 599                      | 8,1 %                      |
| 9       | Орландо        | 12 508                      | 7,7 %                      |
| 10      | Солт-Лейк-Сити | 10 726                      | 7,6 %                      |